# BLAME!
Pour les articles homonymes, voir Blame.
Autre
BLAME! (ブラム!, Buramu!) est une série de seinen manga cyberpunk écrit et dessiné par Tsutomu Nihei. Il a été prépublié dans le magazine Afternoon de l'éditeur Kōdansha, et a été compilé en un total de dix volumes entre 1998 et 2003. Il est édité en français aux éditions Glénat. Une version deluxe compilée en six tomes grand format avec le premier tome disponible dès le 7 novembre 2018 est sortie chez Glénat. Six ONA, disponibles uniquement en DVD au Japon, ont été développés en parallèle, reprenant certaines scènes du manga, dans un style très expérimental, avec peu de dialogues et une bande-son constituée essentiellement de bruitages.
Une préquelle, NOiSE, est publiée en 2001. De plus, l'auteur a dévoilé participer à d'autres projets comme Biomega qui se déroulent dans le même genre d'univers que Blame!. Un artbook BLAME! and so on… est également disponible.
Un film d'animation réalisé par Polygon Pictures est sorti le 19 mai 2017 sur Netflix.

## Synopsis
Killee est un enquêteur arpentant la Mégastructure, un bâtiment titanesque, à la recherche d'un terminal génétique (et d'un porteur de gènes sains). Il travaille indirectement pour le compte d'un certain Bureau gouvernemental, instance de la Netsphere. Au cours de sa quête, il rencontre Shibo, une scientifique qui se propose de l'accompagner. Shibo et Killee doivent faire face à des siliciés (des humains augmentés), ainsi qu'à des contre-mesures, étranges créatures poursuivant un but bien précis dans une guerre technologique où il n'y a ni pitié ni prisonniers.

## Conception
Nihei s'est tourné vers le manga après avoir échoué dans sa carrière d'architecte.